# Rhipidarctia miniata
Rhipidarctia miniata là một loài bướm đêm thuộc phân họ Arctiinae, họ Erebidae.